# L’Hôpital-szabály
A matematikai analízisben L’Hôpital-szabálynak (ejtsd: [lopitál]) nevezik (egyik leírójának, Guillaume de L’Hôpital francia matematikusnak nevéből) a határérték-számítás egyik módszerét. Segítségével és a differenciálszámítás felhasználásával sok esetben kiszámítható a határérték akkor is, ha a függvényműveletek kritikus alakú határértékhez (például {\displaystyle {\frac {0}{0}}}, {\displaystyle 0^{0}} stb.) vezetnek, azaz ha egyszerű határérték-számítási szabályok nem adnak eredményt. 
Ilyen esetekben a L’Hôpital-szabály szerint érdemes a függvényt hányadosként felírni, és ha mind a számláló, mind a nevező differenciálható, továbbá a deriváltak hányadosának van határértéke a vizsgált helyen véve, akkor ezzel a határértékkel megegyezik a keresett határérték.
A szabályt Bernoulli-L’Hôpital-szabálynak is nevezik. A leíró matematikus családneve többféle írásmódban előfordul: L’Hôpital, L’Hôspital, L’Hospital.

## A szabály alapgondolata
Egy algebrai tört határértékproblémája esetén, például a
{\displaystyle \lim \limits _{x\to 1}{\frac {x^{2}-2x+1}{x^{2}-1}}}
határérték esetén a {\displaystyle {\mbox{ }}{\frac {0}{0}}} kritikus alak eltűnik, ha az (x-1) polinomot kiemeljük a számlálóból is és a nevezőből is (hiszen mindegyiknek gyöke az 1 szám). Ekkor behelyettesítéssel már kiszámíthatóvá válik a határérték:
{\displaystyle \lim \limits _{x\to 1}{\frac {x^{2}-2x+1}{x^{2}-1}}=\lim \limits _{x\to 1}{\frac {(x-1)(x-1)}{(x-1)(x+1)}}=\lim \limits _{x\to 1}{\frac {x-1}{x+1}}={\frac {0}{2}}=0}
Bonyolultabb függvényeknél, hasonló esetben, például a
{\displaystyle \lim \limits _{x\to 0}{\frac {e^{x}-1}{\sin x}}}
határértéknél a fenti módon nem tudjuk megszüntetni a 0-val való osztást. Hogy mód nyíljon valamiféle egyszerűsítésre esetünkben is, írjuk fel a függvényeket hatványsor alakban, azaz Taylor-sor formájában, így hasonlatosakká válnak a polinomokhoz.
{\displaystyle f(x)={\frac {\sum \limits _{n=0}^{\infty }{\cfrac {x^{n}}{n!}}-1}{\sum \limits _{k=0}^{\infty }{\cfrac {x^{2k+1}(-1)^{k}}{(2k+1)!}}}}={\frac {x+{\cfrac {x^{2}}{2}}+{\cfrac {x^{3}}{6}}+...}{x-{\cfrac {x^{3}}{6}}+{\cfrac {x^{5}}{120}}-...}}={\frac {1+{\cfrac {x}{2}}+{\cfrac {x^{2}}{6}}+...}{1-{\cfrac {x^{2}}{6}}+{\cfrac {x^{4}}{120}}-...}}}
Rögzített x szám esetén a sorok összegének homogén tulajdonsága folytán kiemeltük x-et, majd a törtet egyszerűsítettük. Ekkor a határértékképzés és az összegzés felcserélhetősége miatt adódik, hogy:
{\displaystyle {\mbox{ }}{\lim \limits _{x\to 0}f(x)={\frac {1}{1}}=1}}
Tekintve, hogy a sor konstans tagja tűnt el és az elsőfokú tag együtthatója jelent meg konstansként, a hányados határértéke a deriváltak határértéke lett (hiszen a Taylor-sor elsőfokú tagjának együtthatója nem más, mint a függvény adott pontbeli deriváltja).

## Az egyszerű L’Hôpital-szabály
Nem kell feltennünk, hogy a függvény (mint az előző példában is) analitikus legyen. Elegendő a differenciálhatóság megkövetelése.
Tétel  (Egyszerű L’Hôpital-szabály) Legyen f és g olyan valós-valós függvény és u olyan pont, hogy f és g differenciálható u-ban, de g'(u) nem 0 és legyen u torlódási pontja az f/g függvény értelmezési tartományának. Ha f(u) = g(u) = 0, akkor f/g-nek létezik határértéke u-ban és
{\displaystyle \lim \limits _{x\to u}{\frac {f(x)}{g(x)}}={\frac {f'(u)}{g'(u)}}}
Bizonyítás. Mind f, mind g a differenciálhatóság definíciója alapján felírható az u pont körül a következő alakban:
{\displaystyle f(x)=f(u)+f'(u)(x-u)+\varepsilon (x)(x-u)}
{\displaystyle g(x)=g(u)+g'(u)(x-u)+\eta (x)(x-u)\,}
ahol ε és η az u pontban folytonos és ott eltűnő függvények. Tetszőleges x pontra az f/g értelmezési tartományából felírható a következő hányados:
{\displaystyle {\frac {f(x)}{g(x)}}={\frac {f'(u)(x-u)+\varepsilon (x)(x-u)}{g'(u)(x-u)+\eta (x)(x-u)}}={\frac {f'(u)+\varepsilon (x)}{g'(u)+\eta (x)}}}
hiszen f(u) = g(u) =0 és x-u-val egyszerűsíthetünk. Ekkor az ε és η u-beli 0 határértékei folytán:
{\displaystyle \lim \limits _{x\to u}{\frac {f(x)}{g(x)}}={\frac {f'(u)}{g'(u)}}} ■

### A L’Hôpital-szabály ismételt alkalmazása
Előfordulhat, hogy u-ban a deriváltak is nullával egyenlők. Ekkor a L’Hôpital-szabályt újból kell alkalmaznunk. Ha például f és g n+1-szer differenciálható u-ban, de egészen az n-edik deriváltig az összes magasabb rendű derivált 0, akkor (a szabály feltételeinek teljesülése esetén):
Példa: Legyen {\displaystyle f(x)=\cos x+\mathrm {ch} x-2,g(x)=x^{4}} minden valós x-re. Ekkor a szabályt négyszer kell alkalmazni {\displaystyle u=0}-ra ahhoz, hogy fény derüljön a határértékre (amely 1/12).

## Erős L’Hôpital-szabály
Tétel (Erős L’Hôpital-szabály) Ha {\displaystyle I} nyílt intervallum, u az {\displaystyle I} torlódási pontja, az f és g függvények {\displaystyle I} \ {u}-n értelmezett n+1-szer differenciálható függvények, g(n+1) nem veszi föl a 0 értéket és minden k = 0,…,n számra limuf (k) = limug(k) = 0, továbbá létezik a {\displaystyle {\mbox{ }}{\lim \limits _{x\to u}{\frac {f^{(n+1)}(x)}{g^{(n+1)}(x)}}}}, akkor létezik az alábbi határérték és a következővel egyenlő:
{\displaystyle \lim \limits _{x\to u}{\frac {f(x)}{g(x)}}=\lim \limits _{x\to u}{\frac {f^{(n+1)}(x)}{g^{(n+1)}(x)}}}